# Edward Butler
Edward Butler, född 1862, död 1940, var en brittisk uppfinnare, som bland annat 1886 konstruerade Butlers bensindrivna fordon, vilket anses vara den första bilen i Storbritannien.

## Butler Petrol Cycle
Hvudartikel: Butlers bensindrivna fordon
Butler visade första gången sina planer på ett trehjuligt bensinmotorfordon på Stanley Cycle Show i London  1884, samt åter på 1885 års Inventions Exhibition, också i London. Ungefär samtidigt byggde Carl Benz sitt första motorfordon, Benz Patent Motorwagen, 1885 och presenterade det för allmänheten 1886.
Butlers bensindrivna trehjuling tillverkades av Merryweather Fire Engine Company i Greenwich utanför London 1888. Det var ett trehjuligt fordon med bensinmotor, där bakhjulet drevs direkt av en platt tvåcylindrig fyrtakts förbränningsmotor på 600 cm3. Bilen hade teknologi som var toppmodern för sin tid. 
Butler förbättrade prestanda över åren. men hindrades från att testa dessa i trafik på grund av Locomotives Act 1865 (Red Flag Act), vilken föreskrev en högsta hastighet för motoriserade vägtrafikfordon på 3,2 kilometer/timme i bebyggt område och 6,4 kilometer/timme på landsväg. Dessutom skulle en person gå framför fordonet med en röd varningsflagga.
På grund av bristande intresse skrotade Butler sitt fordon 1896 och sålde patenträttigheterna och sålde patentet till Harry J. Lawson, som fortsatte tillverkningen av motorn för användande i motorbåtar. 
Butler övergick i stället till att tillverka stationära motorer och marinmotorer.

## Bildgalleri

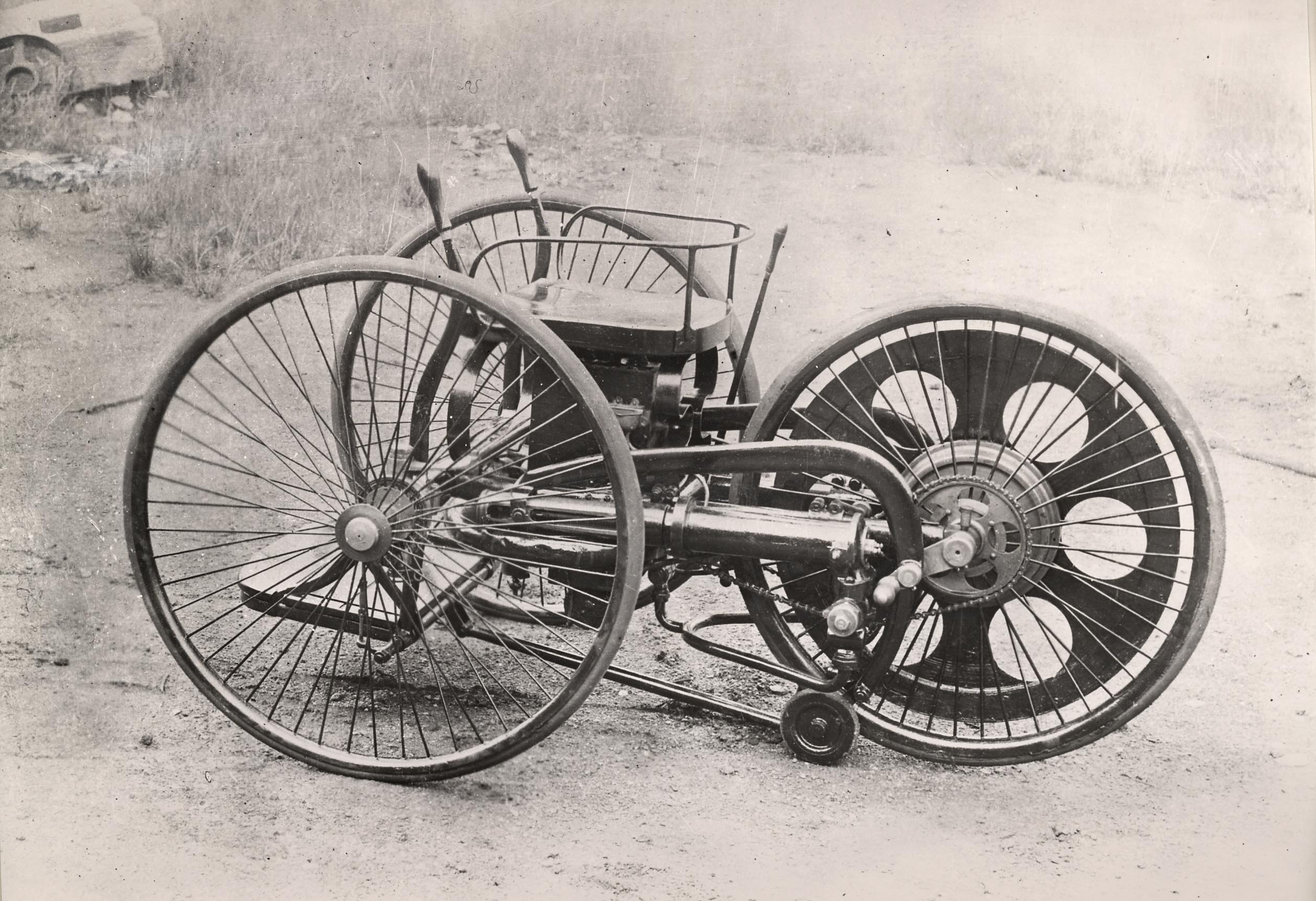
Butlers "Patent Velocycle", 1887
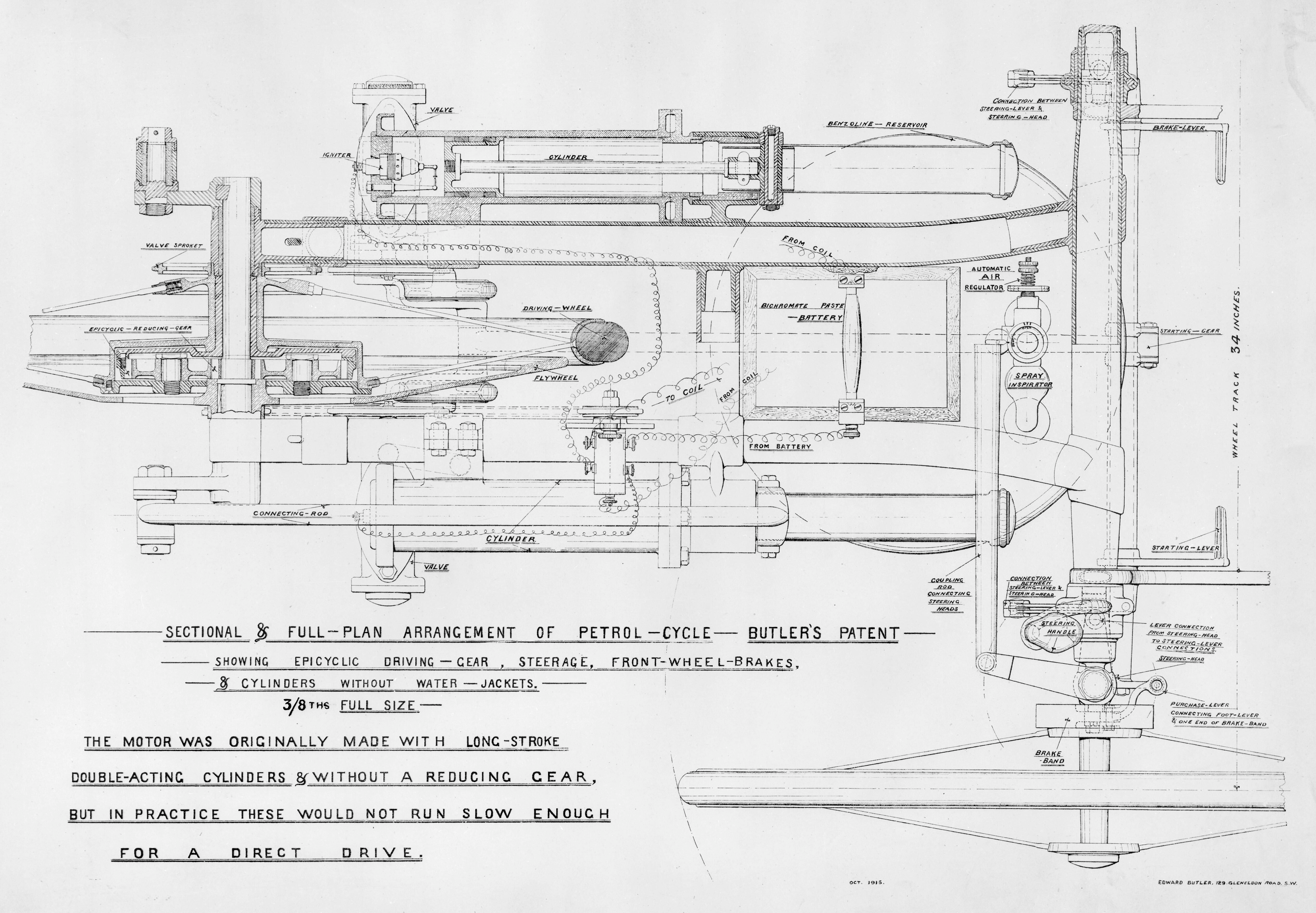
Ritning från Butlers patentdokument
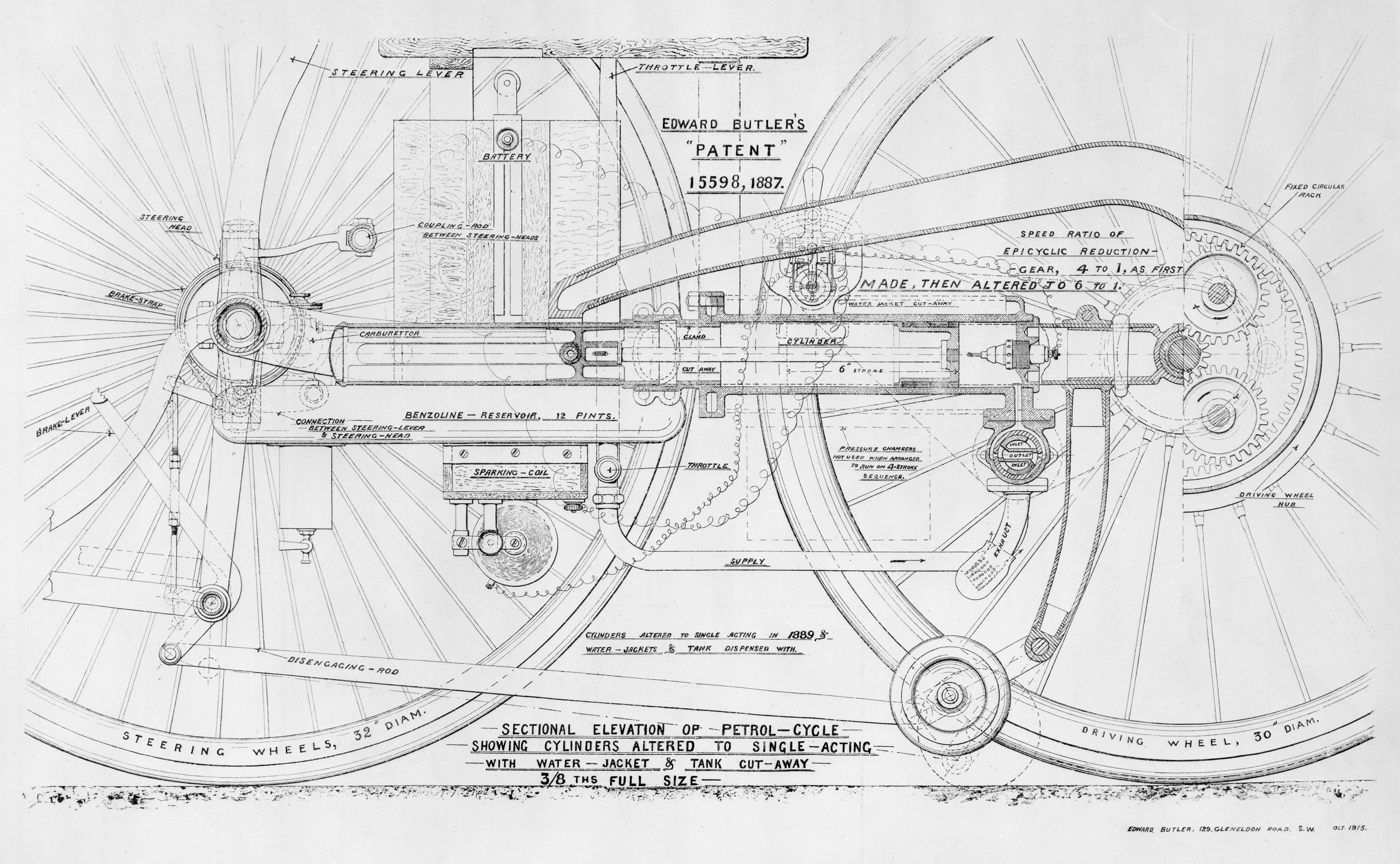
Ritning från Butlers patentdokument